# 하이파이브

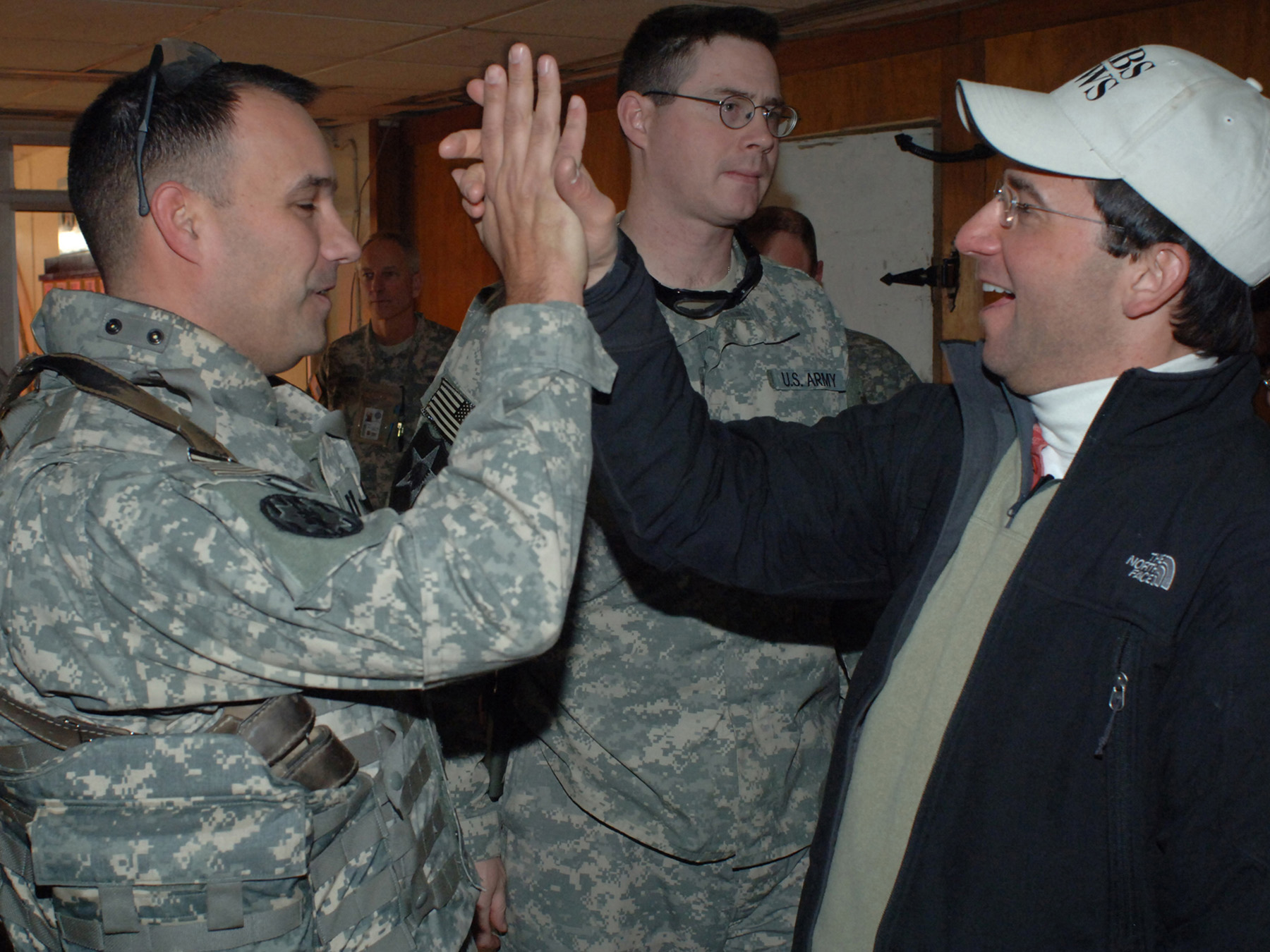
하이파이브

하이파이브(High five)는 축하한다는 의미의 손짓으로, 두 명의 사람이 동시에 한 손을 들어 상대의 손바닥을 마주치는 행위를 가리킨다. 손뼉맞장구라고도 한다. 제스처 앞에는 "Give me five", "High five" 또는 "Up top"과 같은 문구가 구두로 표현되는 경우가 많다. 의미는 사용 상황에 따라 다르지만 인사, 축하의 의미가 포함될 수 있다. 그리스에서는 욕설로 간주될 수 있으므로 주의해야 한다.
하이파이브의 기원에 관한 이야기는 많지만, 가장 많이 기록된 최초이자 두 명의 후보는 1977년 10월 2일 로스앤젤레스 다저스 프로야구팀의 더스티 베이커와 글렌 버크, 1978-1979 시즌 동안 루이빌 카디널스 남자 대학의 와일리 브라운과 데릭 스미스이다.

## 기원

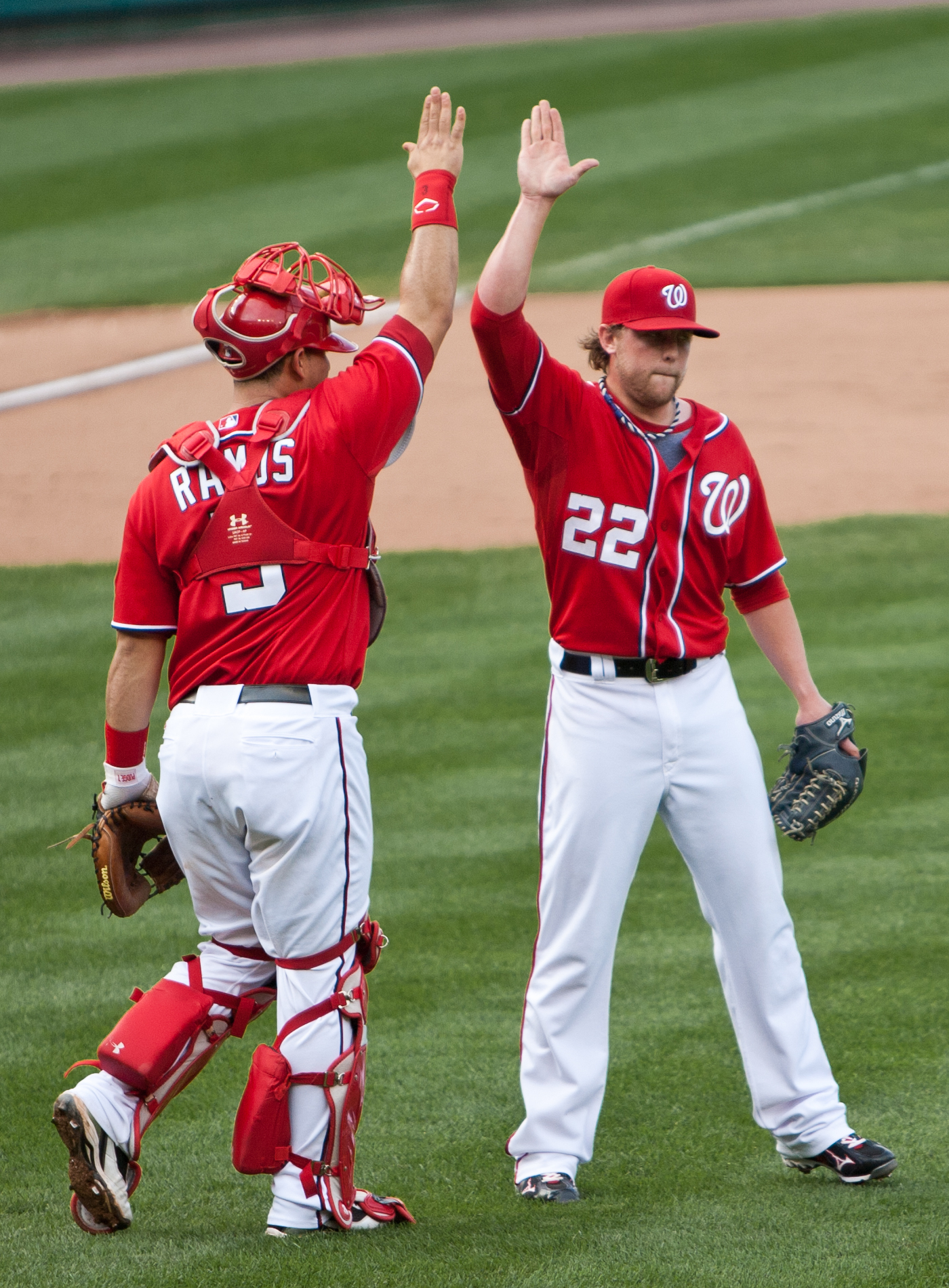
이 제스처는 미국 프로 스포츠에서 시작되었을 수 있다. 2011년 워싱턴 내셔널스의 드루 스토렌 (오른쪽)과 윌슨 라모스의 사진.

이 문구는 명사로서는 1980년부터, 동사로서는 1981년부터 옥스포드 영어사전에 등재되었다. 이 문구는 일종의 악수를 요청하는 속어 "give me five"와 관련이 있다. 변형으로는 "slap me five", "slip me five", "give me (some) skin" 등이 있으며, 여기서 "five"는 손가락의 개수를 의미한다. "하이파이브"는 1920년대부터 아프리카계 미국인 문화의 일부였던 "로우파이브"에서 유래했다. 로우파이브에서 하이파이브로의 정확한 전환은 알려져 있지 않지만, 그 시작에 대한 많은 이론이 존재한다. 매직 존슨은 자신이 미시간 주립대에서, 아마도 1970년대 후반에 하이파이브를 발명했다고 제안한 적이 있다. 다른 사람들은 1960년대 여자 배구 서킷에서 유래했다고 제안했다.

### 글렌 버크와 더스티 베이커
수십 년 동안 "통념"은 하이파이브의 기원이 1977년 10월 2일 메이저 리그 베이스볼(MLB) 정규 시즌 마지막 날 다저 스타디움에서 로스앤젤레스 다저스의 더스티 베이커와 글렌 버크 사이에서 일어났다는 것이었다. 6회, 베이커는 휴스턴 애스트로스 투수 J. R. 리처드를 상대로 홈런을 쳤다. 이는 베이커의 시즌 30번째 홈런이었고, 다저스는 단일 시즌에 각각 최소 30개의 홈런을 친 네 명의 타자를 배출한 최초의 팀이 되었다. 언론인 존 무알렘이 이야기를 전하는 바에 따르면:
이는 열광적이고 승리적인 순간이었으며, 다저스가 플레이오프로 향하는 좋은 징조였다. 대기 타석에 있던 버크는 홈 플레이트에서 친구를 맞이하기 위해 열정적으로 손을 머리 위로 내밀었다. 베이커는 무엇을 해야 할지 몰라 그 손을 때렸다. 베이커는 "...그의 손은 공중에 있었고, 그는 뒤로 한껏 젖혀져 있었다"고 말한다. "그래서 저는 손을 뻗어 그의 손을 때렸습니다. 해야 할 일처럼 느껴졌습니다."

하이파이브 기원에 관한 이 이야기는 1982년 9월 초에 쓰여진 뉴스에서 찾을 수 있으며, 마이클 제이콥스가 감독한 ESPN 30 for 30 영화 '더 하이파이브'에 소개되었다. 야구에서 은퇴한 후, 최초의 공개적으로 게이 프로 운동선수 중 한 명이었던 버크는 샌프란시스코 카스트로 지구의 다른 게이 주민들과 하이파이브를 사용했으며, 이는 게이 프라이드의 상징이 되었다.

### 루이빌 카디널스
1980년 처음 보도된 또 다른 기원 이야기는 1978–1979 시즌 동안 루이빌 대학교 카디널스 농구 연습에서 시작되었다. 포워드 와일리 브라운은 팀 동료 데릭 스미스에게 로우 파이브를 하려 했지만, 갑자기 스미스가 브라운의 눈을 보며 "아니, 위로 올려"라고 말했다. 브라운은 "그래, 왜 낮게 있어야 하지? 우리는 그렇게 높이 점프하는데"라고 생각하며 손을 들어 올렸고, 하이파이브는 그렇게 탄생했다고 한다. 1978-1979년 루이빌 팀의 하이라이트 영상에서 하이파이브를 볼 수 있다. 1980년 경기 중계방송에서 아나운서 앨 맥과이어는 "브라운 씨가 플레이하러 왔습니다! 그리고 그들은 그에게 하이파이브 악수를 해주고 있습니다. 하이파이브!"라고 외쳤다.

### 매직 존슨
매직 존슨은 자신이 하이파이브를 발명했다고 주장한다. 그는 날짜나 장소는 제시하지 않고, 단지 자신과 팀 동료 그렉 켈서가 미시간 주립대에서 플레이하는 동안 가끔 그랬다고만 말한다. 그는 그것에 이름을 붙이지 않았으며, 베이커-버크가 하이파이브를 발명하지 않았다고 주장한다.

### 코미디 작가들이 주장하는 날조된 기원
2007년 보도 자료에서, 두 코미디 작가이자 "국민 하이파이브의 날"의 설립자들은 1970년대 후반과 80년대 초반의 머레이 주립 대학교 농구 선수가 이 제스처를 발명했다고 주장했다. 그들은 또한 이 선수가 어린 시절 아버지로부터 이 제스처를 배웠다는 정교하고 복잡한 이야기를 꾸며냈다. 그러나 2013년 ESPN 기사에서 이 두 사람은 이것이 홍보 스턴트였음을 인정했다. 기사에 따르면, 이 두 사람은 "이름을 끼워넣기 위해 대학 농구 선수 명단을 샅샅이 뒤졌다."

### 선례
손바닥을 서로 치는 물리적 제스처의 선례는 하이파이브라는 용어가 만들어진 것으로 여겨지는 1970년대 이전에도 존재했다. 예를 들어, 1960년 프랑스 누벨 바그 영화 네 멋대로 해라에서도 볼 수 있다.
통념에 따르면, 도쿄의 롯폰기 지구는 제2차 세계 대전 당시 미군 병사들이 거리를 걸으며 서로 하이파이브를 하는 것을 주민들이 본 후 "하이 터치 타운"이라는 슬로건을 얻었다. 일본인들이 그 제스처에 대해 묻자 하이 타치 또는 "하이 터치"로 오역되었다고 한다. 롯폰기 상점가 진흥협회 대표인 우스이 히로유키가 "하이 터치 타운에 깊은 의미는 없다. 사람들은 그것이 무엇을 의미하는지 모른다"고 설명한 것처럼, 이 이야기는 출처 불명일 가능성이 있다. "하이 터치 타운"이라는 용어는 하이파이브보다 먼저 생겨났으며 다른 의미를 가졌을 수도 있고, '하이 터치'는 근무 외 군인들의 밤문화 활동으로 유명한 이 도시의 명성을 이용한 "고급스러운"이라는 의미일 수도 있다.

## 변형
고전적인 하이파이브 외에도 몇 가지 다른 유형의 하이파이브가 존재한다.

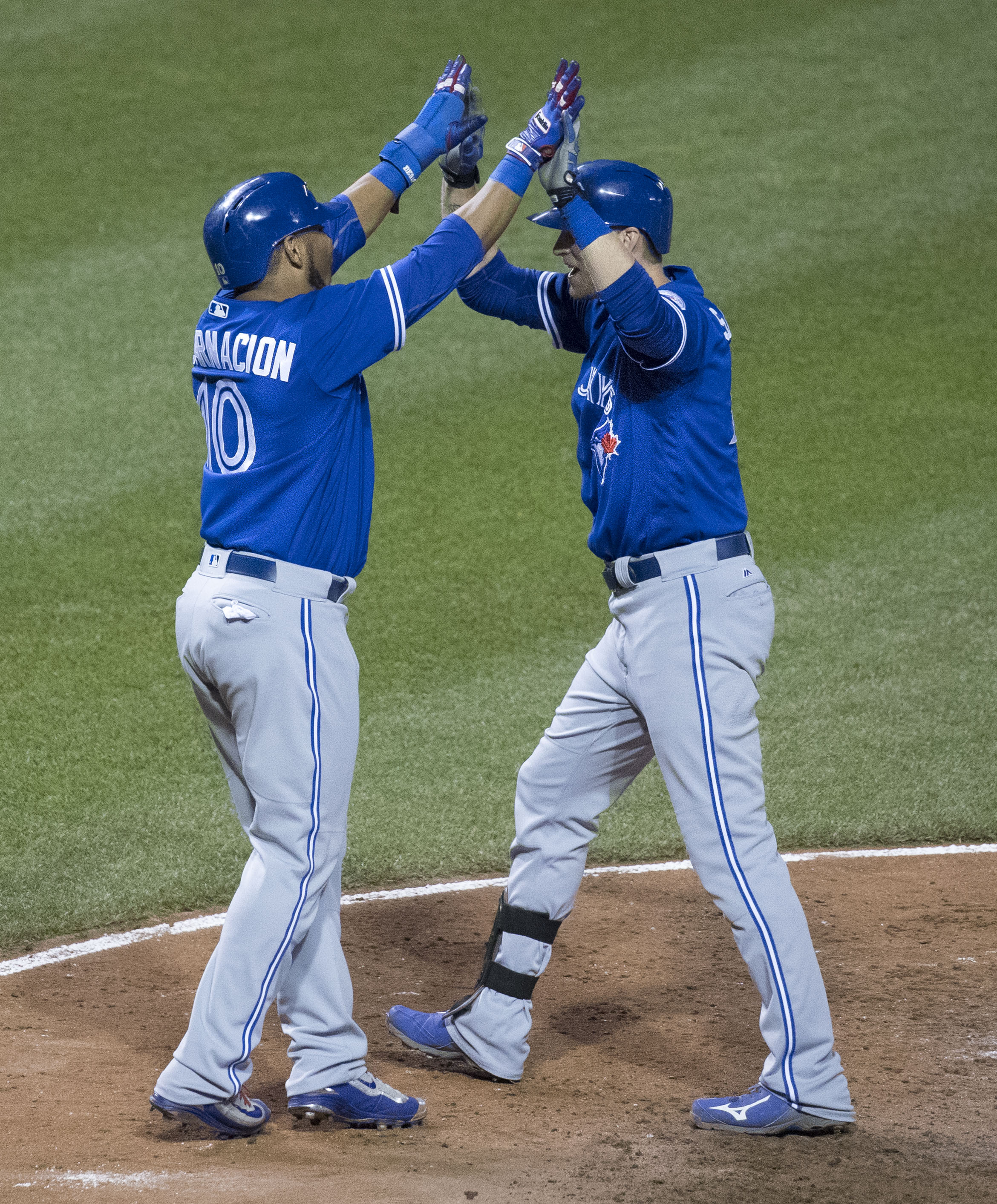
2016년 에드윈 엥카르나시온(왼쪽)과 토론토 블루제이스의 마이클 샌더스가 양손 하이파이브를 하는 모습

누군가 하이파이브(또는 그 변형)를 하기 위해 손을 내밀었는데, 그 제스처를 완성할 상응하는 손이 나타나지 않으면, 시작자는 "공중에 뜬" 상태가 되었다고 말한다. 이는 사용 맥락에 따라 모욕, 친근한 농담, 또는 깨달음의 형태로 해석될 수 있다.
또 다른 변형은 "셀프 하이파이브"이다. 이 동작은 한 손, 일반적으로 오른손을 들어 다른 손으로 치는 것으로 구성된다. 이는 종종 프로레슬러 다이아몬드 댈러스 페이지가 자신의 페르소나의 일부로 사용했으며, 월드 챔피언십 레슬링(WCW)에서 그의 테마곡인 "Self High Five"에서도 사용되었다. 이 변형의 또 다른 변형은 터키 예술가 데니즈 오주이구르가 2010년 뉴욕 시에 전시한 "셀프 하이파이브 머신"에서 탐구되었다. 이것은 고무로 주조된 오주이구르 자신의 팔 두 개로 이루어진 로봇 팔들이 원을 그리며 서로를 치는 기계이다.
핸드 그랩은 한쪽 또는 양쪽 당사자가 상대방의 손을 잡고 잡고, 때로는 공중에 든 채로 흔들기도 하는 것이다. 이 변형은 우정 및 개인적인 과시를 나타내는 데 사용될 수 있다. 양손 하이파이브는 이름 그대로 하이파이브와 같지만 양손으로 하는 것이다. 백 엔드는 일반적인 하이파이브가 팔을 휘둘러 아래쪽에서 서로 때리는 것으로 이어진다. 어떤 이들은 일렬로 서 있는 사람들에게 양손 하이파이브를 하며 가운트를 통과하기도 한다.

### Too slow
"Too slow" 변형은 하이파이브와 로우파이브의 연속이며, 종종 "Up high. Down low..."와 같은 운율이 동반된다. 아래로 낮게 하는 동작 중에 시작자는 마지막 순간에 손을 뒤로 빼서 상대방이 헛손질을 하게 만들어 운율을 "Too slow!"로 완성시킨다. 이 주제에는 "옆으로"와 파트너가 시작자의 손과 접촉할 다른 손 위치를 추가하는 변형도 있다.

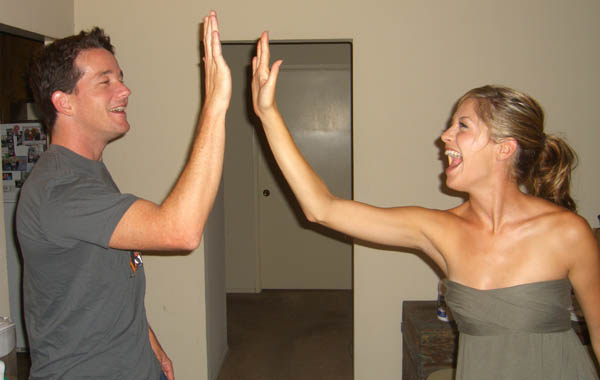
"Up high."
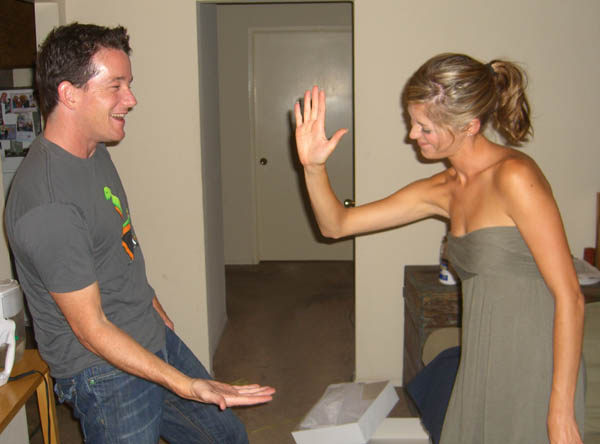
"Down low."
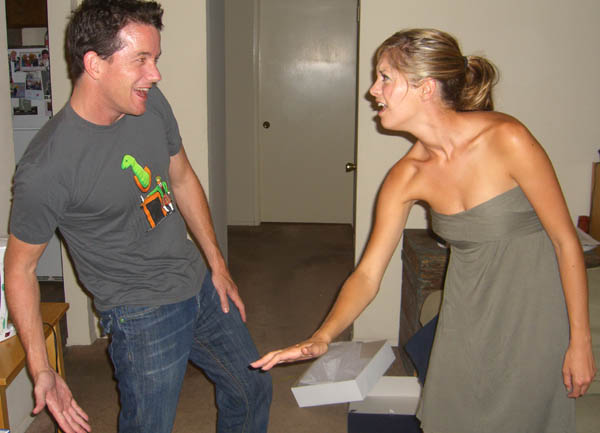
Victim misses.
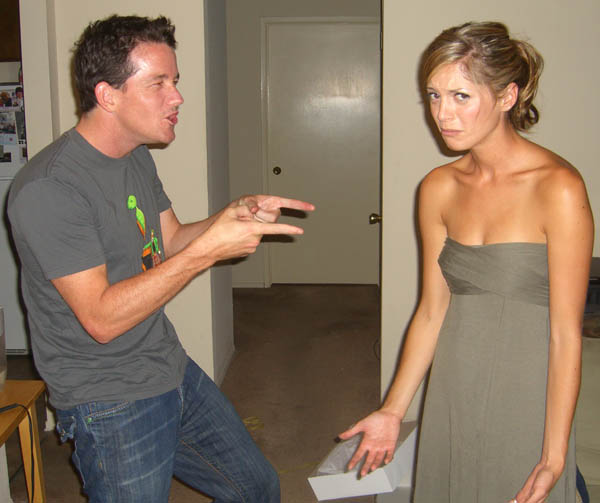
"Too slow."

'Too slow' 변형의 기원은 확립되지 않았지만, 가장 초기에 문서화된 사례는 1982년 에번즈빌 인콰이어러 & 프레스의 뉴스 기사이다. 푸바(Fubar)라는 이름의 로봇이 고객들과 상호작용했다. "그는 세 손가락을 가진 황금 손을 내밀며 쇼핑객에게 '세 개 줘, 형제'라고 말한다. 그리고는 빠른 반사로 '도로 가져가! 위로 높이(Up high)! 아래로 낮게(Down low)! 너무 느려(Too slow)!'라며 인사하는 사람을 혼란스럽게 한다." 다른 주목할 만한 출처에서도 이를 언급했다. 예를 들어, 1983년 한 저널은 "우리가 망치질을 하든, 괭이질을 하든, 소리를 지르든, 그들이 말하듯이, 위로 높이, 아래로 낮게, 너무 느려, 우리는 조화를 이루는 리듬 모티프를 가지고 그것을 한다"고 인용되었다. 1985-86년 방송된 BBC 어린이 텔레비전 프로그램인 레이 온 파이브(Lay on Five)의 주제곡은 플로엘라 벤자민이 등장했으며 "...너무 느려 레이 온 파이브"로 끝났다. "너무 느려" 변형은 1987년 영화 더 프린시펄에서 릭 라티머 교장(제임스 벨루시)이 아르투로 디에고(하코브 바르가스)에게 사용하는 장면에서 나온다. 뉴욕 타임스 아카이브에서 가장 오래된 언급은 1993년으로, 아놀드 슈워제네거가 라스트 액션 히어로 촬영장에서 영화 스태프의 아들과 함께 "다섯을 해보자. 위로 높이. 아래로 낮게."라고 말한 다음 슈워제네거가 손을 빼며 "너무 느려"라고 말한 것이다. 그 소년은 웃었다고 한다. 슈워제네거는 1991년 영화 터미네이터 2에서 존 코너(에드워드 펄롱)가 터미네이터(슈워제네거)에게 "다섯을 줘. 위로 높이, 아래로 낮게, 너무 느려."라고 가르칠 때 처음으로 사용했다. 2008년, 데이 마이트 비 자이언츠는 어린이 앨범 Here Come the 123s에 "High Five!"라는 노래를 발표했는데, 가사에는 "High five! Low five! Slap me five! Down low! Too slow!"가 포함되어 있으며, 이 제스처는 노래에서 "구식"으로 묘사되는데, 이는 보통 이전 세대에서 유래한 것을 의미하는 속어이다.
이 운율은 아마도 중세 시대부터 내려온 매우 오래된 노동요와 놀랍도록 유사한데, 대장장이가 견습생에게 풀무를 가장 효율적으로 작동시키는 방법, 즉 완전히 빠르게 열고 천천히 닫는 방법을 가르치는 데 사용되었다. 그 교훈적인 운율은 "위로 높이. 아래로 낮게. 빠르게 위로. 천천히 아래로; 그것이 불을 붙이는 방법이야"이다.

### 에어 파이브

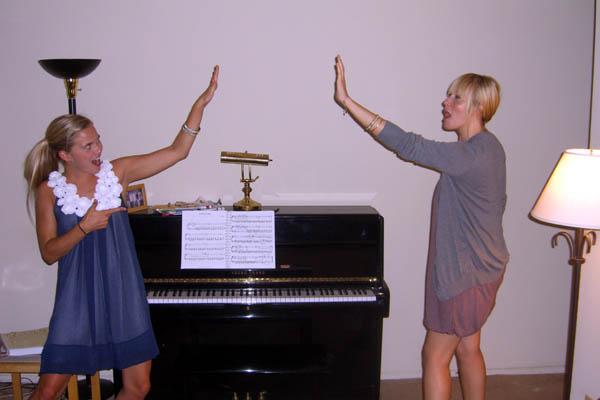
에어 파이브를 하는 두 여성

에어 파이브는 참가자의 손이 실제로 닿지 않고, 제스처를 만들기 위해 시야만 있으면 되는 변형이다. 이 방식은 제스처를 하는 순간 서로 너무 멀리 떨어져 물리적 접촉이 불가능한 참가자들에게 유리하다. 참가자들은 단순히 하이파이브하는 척하거나 손바닥을 치는 소리를 흉내낼 수 있다. 또한 "무선"과 "하이파이브"의 합성어인 와이파이브(wi-five)라고도 불리며, 무선 컴퓨터 기술인 와이파이를 이용한 말장난이다.

## 행사
내셔널 하이파이브 데이(National High Five Day)는 하이파이브를 나누는 행사로, 일반적으로 4월 셋째 목요일에 열린다. 내셔널 하이파이브 프로젝트에 따르면, 이 행사는 2002년 버지니아 대학교에서 한 무리의 학생들이 부스를 설치하고 하이파이브와 레모네이드를 나누어주면서 시작되었다. 이 프로젝트는 참가자들이 자선 기금을 모으기 위해 "하이파이브-어-톤"에 참여하는 행사를 개최했다.

## 인간 건강

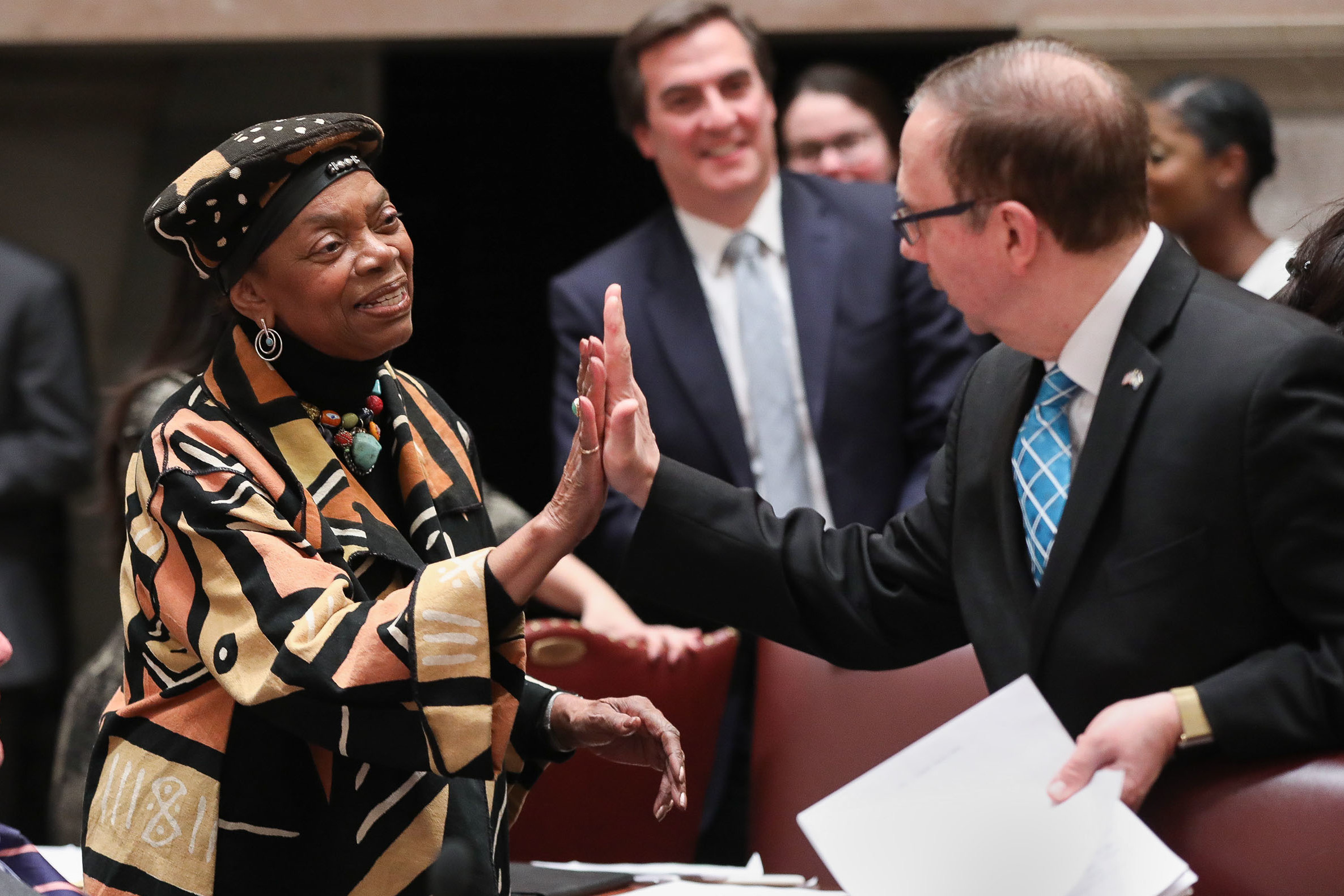
벨마넷 몽고메리와 조 그리포 뉴욕주 상원의원이 상원 의사당에서 서로 하이파이브를 하고 있다.

2014년 의학 연구에 따르면 주먹 인사와 하이파이브는 악수보다 세균을 덜 퍼뜨리는 것으로 나타났다.
코로나19 범유행 동안 하이파이브는 "낙인찍히고, 오명을 쓰고, 불안감에 시달리는" 것으로 지목되었고, 팔꿈치 치기, 팔뚝 두드리기, 스파이크 치기 같은 제스처로 대체되었다. 예를 들어, 대학 컨퍼런스에서는 하이파이브를 금지했고, 양키스는 비공식적으로 악수 대신 팔꿈치를 치기로 결정했으며, 미네소타 트윈스는 팬들과의 신체 접촉을 금지했다. 스포츠 외에서도 개인들은 일상생활에서 하이파이브를 피하고 있다고 보고되었다. 제스처의 창시자로 추정되는 더스티 베이커는 비접촉식 하이파이브를 옹호했다.

## 같이 보기
- 몸짓언어